# Tobias Rasmussen
Tobias Rasmussen (* 26. November 1996) ist ein dänischer Tischtennisspieler. 2017 gewann er die dänische Meisterschaft im Einzel. Rasmussen nahm bisher (2021) an fünf Europameisterschaften sowie drei Weltmeisterschaften teil. Mit dem ASV Grünwettersbach wurde er in der Saison 2019/20 deutscher Pokalsieger. Er gilt als starker Doppelspieler.
2022 schloss er sich dem französischen Verein Amiens Sport TT an.

## Turnierergebnisse
| Verband | Veranstaltung       | Jahr | Ort          | Land | Einzel     | Doppel        | Mixed     | Team     |
| ------- | ------------------- | ---- | ------------ | ---- | ---------- | ------------- | --------- | -------- |
| DEN     | Europameisterschaft | 2020 | Warschau     | POL  | letzte 64  | letzte 32     |           |          |
| DEN     | Europameisterschaft | 2019 | Nantes       | FRA  |            |               |           | 9        |
| DEN     | Europameisterschaft | 2018 | Alicante     | ESP  | letzte 64  | Viertelfinale |           |          |
| DEN     | Europameisterschaft | 2017 | Luxemburg    | LUX  |            |               |           | 17       |
| DEN     | Europameisterschaft | 2016 | Budapest     | HUN  | letzte 32  | letzte 32     | letzte 32 |          |
| DEN     | Europaspiele        | 2019 | Minsk        | BLR  |            |               |           | 4. Platz |
| DEN     | Challenge Series    | 2020 | Granada      | ESP  | Qual.      |               |           |          |
| DEN     | Challenge Series    | 2019 | Belgrad      | SRB  | letzte 64  | Halbfinale    |           |          |
| DEN     | Challenge Series    | 2019 | Lissabon     | POR  | letzte 64  | letzte 16     |           |          |
| DEN     | World Tour          | 2020 | Budapest     | HUN  | letzte 128 |               |           |          |
| DEN     | World Tour          | 2019 | Linz         | AUT  | Qual.      |               |           |          |
| DEN     | World Tour          | 2019 | Bremen       | GER  | letzte 128 |               |           |          |
| DEN     | World Tour          | 2019 | Hongkong     | HKG  | letzte 128 | letzte 16     |           |          |
| DEN     | World Tour          | 2018 | Stockholm    | SWE  | letzte 64  | letzte 32     |           |          |
| DEN     | Weltmeisterschaft   | 2019 | Budapest     | HUN  | Qual.      | letzte 32     | letzte 64 |          |
| DEN     | Weltmeisterschaft   | 2017 | Düsseldorf   | GER  | Qual.      | letzte 32     | letzte 32 |          |
| DEN     | Weltmeisterschaft   | 2016 | Kuala Lumpur | MAS  |            |               |           | 17       |